# Rio Cascavelzinho
O rio Cascavelzinho é um curso de água que banha o município de Guarapuava no estado do Paraná, pertence à bacia do Iguaçu.
O rio passa por nove bairros do município paranaense. O curso d'água, que é poluído, está passando por um processo de recuperação iniciado em 2004. O Bosque Bíblico Santo Arnaldo Janssen, está localizado às margens do rio, e é o ponto de chegada do passeio ciclístico realizado anualmente na cidade, que homenageia Josef Freinademetz, santo padroeiro dos ciclistas.